# Jorge G. Silverio Tejera
Jorge G. Silverio Tejera (Cabaiguán, Cuba, 18 de noviembre de 1961) es un narrador cubano.

## Obra
Ha publicado los siguientes libros:
• Razones de peso (cuento) Ediciones Luminaria, Sancti Spíritus 2003.
• Pon tu mano en la mía (novela para jóvenes) Ediciones Luminaria, Sancti Spíritus 2005.
• La tumba y las medallas (cuento) Ediciones Luminaria, Sancti Spíritus 2006.
• Abrir ciertas ventanas (Antología de cuentistas) Ediciones Luminaria, Sancti Spíritus 2006.
• La Pared transparente (novela para jóvenes) Editorial Gente Nueva, La Habana 2007.
• Si Usted aprendió a besar en checo (cuento) Ediciones Ávila, Ciego de Ávila 2008 y Tip Idea, Santa Cruz de Tenerife 2010
• ¿Por qué callan los corderos? (cuento) Ediciones Luminaria, Sancti Spíritus, 2008
• Los gatos bailan de madrugada (cuento) Ediciones Luminaria Sancti Spíritus 2010; E-Mooby, Madeira 2011 y old lanE Editions, Liverpool UK 2013
Obras suyas aparecen recogidas en antologías publicadas en Cuba y España. Las más representativas son:
• Especial Erótico Hispanoamericano, Editorial Parnaso, España 2003.
• Punto de partida, Ediciones Luminaria, Sancti Spíritus 2005.
• Abrir ciertas ventanas, Ediciones Luminaria, Sancti Spíritus, 2006

## Datos biográficos
Nació el 8 de noviembre de 1961 en Cabaiguán, provincia de Sancti Spíritus, Cuba. Es miembro de la Unión de Escritores y Artistas de Cuba (UNEAC). Estudió la Licenciatura en Derecho y Ciencias Sociales en Volgogrado, URSS y la Maestría en Marketing y Gestión Empresarial en la ESEM de Madrid, España. Ha trabajado como profesor, abogado, custodio, carpetero de hotel, cantinero, lo que se ve reflejado en su obra muy direccionada hacia la crítica social. Habla inglés, ruso y checo. Incursiona por igual en la literatura para niños y en la de adultos. Ha obtenido numerosos premios como La Edad de Oro (ciencia ficción) 2006, la Rosa Blanca(texto para jóvenes) 2007, Eliseo Diego (cuento) 2008, Romance de la niña mala ( por su obra dedicada a los niños) 2008, Premio de novela Benito Pérez Galdós de la ACC,(novela) 2010 y 2012, Premio de la ciudad de Sancti Spíritus (literatura infantil) 2013. Labora como cantinero en un centro nocturno sin dejar de participar en las actividades del Taller Literario Rubén Martínez Villena de Cabaiguán. Ha sido jurado de numerosos certámenes de literatura.